# بخش جوادآباد
بخش جوادآباد یکی از بخش‌های شهرستان ورامین در استان تهران ایران است. برای مطالعه بیشتر: جوادآباد (ورامین)

## تقسیمات کشوری
- بخش جوادآباد
  - دهستان بهنام عرب جنوبی
  - دهستان بهنام وسط جنوبی

شهر: جوادآباد

## جمعیت
بنابر سرشماری مرکز آمار ایران، جمعیت بخش جوادآباد شهرستان ورامین در سال ۱۳۸۵ برابر با ۲۶۲۹۶ نفر بوده است.